# Jagex
Jagex 是一間網頁遊戲開發公司，遊戲多以Java語言開發，名稱原本來自"Java Game Expert"，在開始代理War of Legends之後，更名為"Just About the Game Experience"。公司開發的遊戲不多，其中最大型的網頁遊戲乃Runescape。Runescape 廣受歡迎，在美國、英國、加拿大、荷蘭、澳大利亞、芬蘭以及瑞典等地均設有伺服器。
繼 Runescape 後，Jagex 在 27-2-2008 推出另一個以java開發的的小型網頁遊戲平台 FunOrb。
另外，杰格克斯以War of Legends的名字代理中国游戏“封神无敌”。